# Leif Nilsson (målare)
Leif Henrik Nilsson, född 15 september 1938 i Arvika Östra församling, Värmlands län, död 14 februari 2002 i Brunskogs församling, Värmlands län var en svensk målare, tecknare och grafiker.
Han var son till målaren Göran Nilsson och Maj-Britt Leijen. Han studerade först konst för Thore Andersson och fortsatte därefter sina studier vid Skånska målarskolan 1956 och för David Tägtström. Separat ställde han ut i Arvika och han medverkade i samlingsutställningar med Arvika konstförening. Hans konst består av landskapsskildringar utförda i olja, pastell, färgträsnitt och teckningar.